# John Baptist Lee Keh-mien

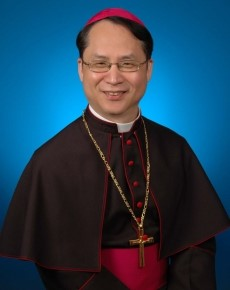
John Baptist Lee Keh-mien, 2006

John Baptist Lee Keh-mien (chinesisch 李克勉 Lǐ Kèmiǎn; * 23. August 1958 in Tainan) ist ein taiwanischer Geistlicher und römisch-katholischer Bischof von Hsinchu.

## Leben
John Baptist Lee Keh-mien empfing am 27. Mai 1990 die Priesterweihe für das Bistum Hsinchu.
Papst Benedikt XVI. ernannte ihn am 6. April 2006 zum Bischof von Hsinchu. Der emeritierte Bischof von Hsinchu, Lucas Liu Hsien-tang, spendete ihm am 24. Juni desselben Jahres die Bischofsweihe; Mitkonsekratoren waren sein Amtsvorgänger James Liu Tan-kuei, emeritierter Bischof von Hsinchu, und Joseph Cheng Tsai-fa, Erzbischof von Taipeh.
Seit Juni 2022 ist er Vorsitzender der katholischen taiwanischen regionalen Bischofskonferenz.